# 사방의 날
사방의 날(砂防의 날)은 1960년에 식목일 대신 대한민국에서 공휴일로 지정한 날이다. 날짜는 매년 3월 15일로 했으나 1960년(단기 4293년) 사방의 날은 3월 21일로 정하였다. 이듬해 폐지되어 1960년 1회만 기념하고 끝났다.

## 같이 보기
- 식목일 (대한민국)